# Harriet Andersson

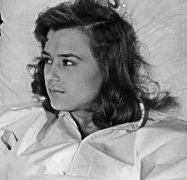
Harriet Andersson 1952

Harriet Andersson, under en tid Wejfeldt, född 14 februari 1932 i Skeppsholms församling i Stockholm, är en svensk skådespelare.
Andersson är känd för ett antal huvudroller i filmer av Ingmar Bergman, däribland Sommaren med Monika (1953), Viskningar och rop (1973) samt Fanny och Alexander (1982). Med sensualitet har hon ofta gestaltat starka, självständiga kvinnor.

## Biografi

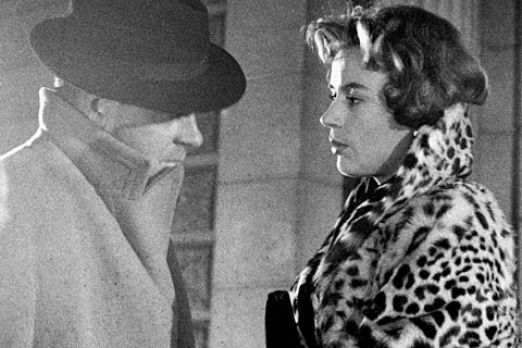
Harriet Andersson med Erik Strandmark i filmen Kvinna i Leopard (1958).

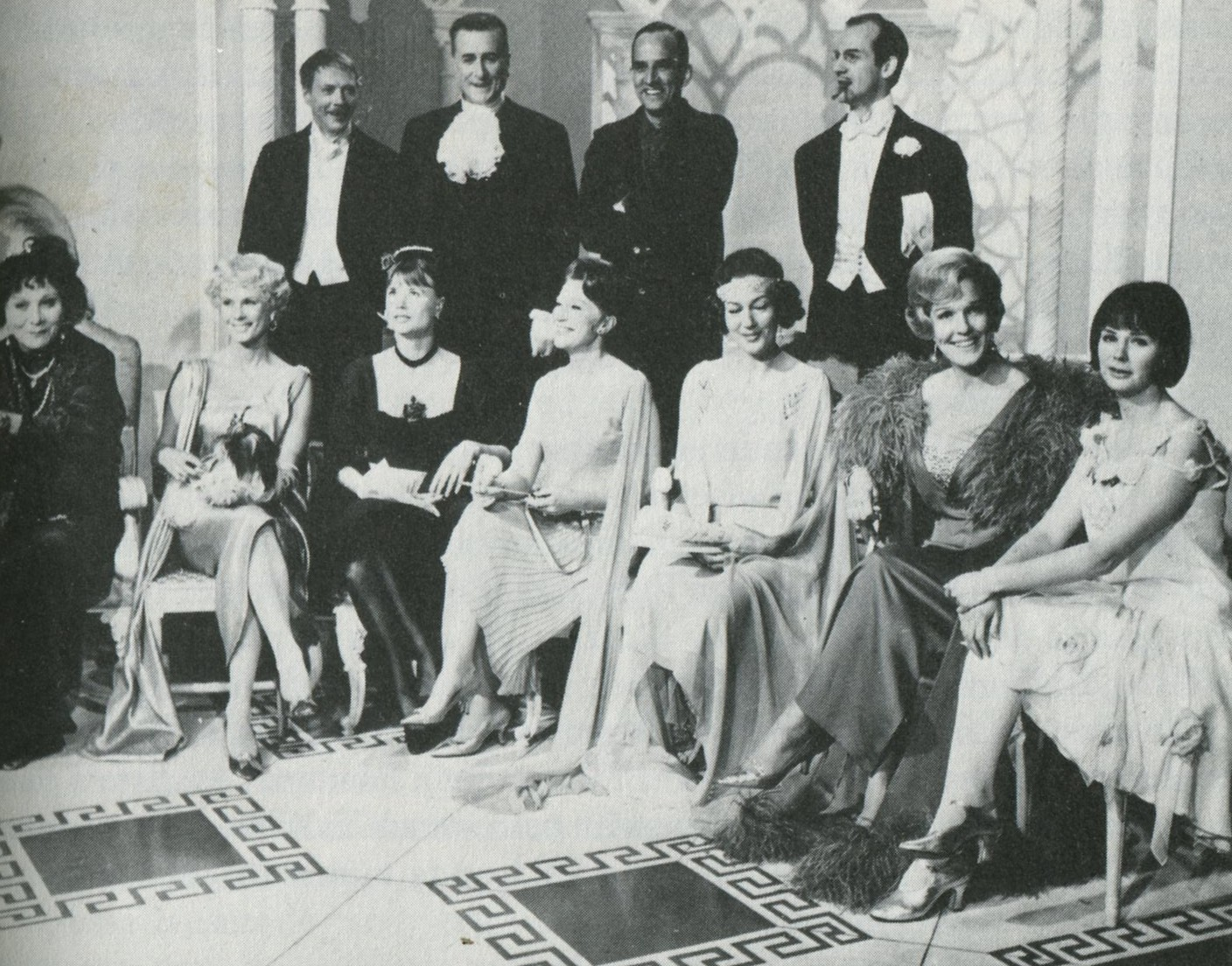
Harriet Andersson (tredje från vänster i främre raden) i För att inte tala om alla dessa kvinnor (1964).

Harriet Andersson föddes på Södra BB i Stockholm. Hon är dotter till flaggstyrmannen Johan Valfrid Harry Andersson (1899–1957) och Agda Teresia, ogift Mattsson (1898–1976). Hon växte upp i Vasastan på Dannemoragatan och intilliggande kvarter. Hon debuterade som skådespelerska i filmen Skolka skolan (1949) efter att ha gått på Calle Flygare Teaterskola redan som 15-åring och sedan som elev på Oscarsteatern där hon bland annat medverkade i Annie Get Your Gun och Snövit vid barnmatinéer. I sin ungdom spelade hon även med i revyer på Scalateatern där hon bland annat sjöng "Vill ni ha en sommar med Monika?" Därefter har hon gjort mer än hundra roller.
Hon fick sitt genombrott i filmer av Ingmar Bergman och levde också med honom under ett par år på 1950-talet. När de träffades var han gift och hon var sedan nyårsafton 1951 förlovad med Per Oscarsson. Åren 1953–1956 arbetade hon på Malmö Stadsteater, däribland i flera uppsättningar i Ingmar Bergmans regi. Hon väckte uppseende i bland annat Bergmans uppsättningar av Pirandellos Sex roller söker en författare, Kafkas Slottet, och som Rakel i Vilhelm Mobergs Lea och Rakel. Hon uppmärksammades även som Hedvig i Vildanden. År 1956 återvände hon till Stockholm och fick där stor uppmärksamhet för titelrollen i den nyskrivna pjäsversionen av Anne Franks dagbok på Intiman.
Andersson slog igenom stort i den av Ingmar Bergman regisserade Sommaren med Monika (1953). Bergman skräddarsydde därefter roller för henne i filmer som Gycklarnas afton, En lektion i kärlek, Sommarnattens leende och Såsom i en spegel. Hon har även arbetat med regissörer som Mai Zetterling, Stig Björkman, Jörn Donner och Lars von Trier samt medverkat i flera utländska filmer.
Efter en stormig relation med skådespelaren och regissören Gunnar Hellström i slutet av 1950-talet flyttade hon åter till Skåne och en bondgård utanför Ängelholm, där hon var gift med lantbrukaren och barndomsvännen Bertil Wejfeldt (1925–2002) från 1959 till 1964. Under tiden där var hon även verksam vid Helsingborgs stadsteater, där hon spelade Ofelia i Hamlet (1960) och Lucile i Jean Anouilhs Så tuktas kärleken (1961). Efter tiden i Skåne återvände hon 1962 till Stockholm och levde där ihop med regissören Jörn Donner under flera år. Under åren 1969–1992 var hon verksam vid Dramaten med 27 olika roller.
Andersson fick 1972/73 en Guldbagge för sin roll i Viskningar och rop; dödsscenen där blev även motiv på frimärke. År 1994 fick hon Amandapriset som bästa kvinnliga skådespelerska för sin roll i Høyere enn himmelen. Hon mottog också en Hedersguldbagge 2009. I intervjuboken Tre dagar med Bergman (1992), omnämner Bergman henne som en av världens bästa skådespelerskor med en unik relation till filmkameran.
I samarbete med filmskribenten Jan Lumholdt utkom 2005 hennes självbiografiska intervjubok Harriet Andersson – samtal med Jan Lumholdt.
Andersson har också medverkat på några skivor under 78-varvstiden.
I början av 1970-talet var Andersson sambo med DN-journalisten Börje Åberg (1945–1977) och därefter med Ulf Törnberg (född 1956) innan hon 1980–1982 var gift med Bobo Håkansson (1943–2014). Hon har en dotter född 1960 i äktenskapet med Wejfeldt.

## Priser och utmärkelser
- 1964 – "Skådespelarpriset" vid Venedigs filmfestival för rollen i Donners Att älska
- 1964 – Chaplin-priset
- 1973 – Guldbaggen för bästa kvinnliga huvudroll (i Viskningar och rop)
- 1992 – Litteris et Artibus
- 1994 – Amandaprisen för ”Bästa kvinnliga skådespelare” (i Høyere enn himmelen)
- 2003 – Anders Sandrews förtjänststipendium
- 2008 – Hedersguldbaggen
- 2009 – Teaterförbundets guldmedalj för "utomordentlig konstnärlig gärning"
- 2010 – Jurgen Schildt-priset

## Filmografi
- 1949 – Skolka skolan
- 1950 – Två trappor över gården
- 1950 – Anderssonskans Kalle
- 1950 – Stjärnsmäll i Frukostklubben
- 1950 – Medan staden sover
- 1950 – Motorkavaljerer
- 1950 – Kyssen på kryssen
- 1950 – Frökens första barn
- 1951 – Frånskild
- 1951 – Biffen och Bananen
- 1951 – Puck heter jag
- 1951 – Dårskapens hus
- 1951 – Talande tråden
- 1951 – ...och kråkorna grät
- 1952 – Sabotage
- 1952 – Ubåt 39
- 1952 – Trots
- 1953 – Gycklarnas afton
- 1953 – Sommaren med Monika
- 1954 – En lektion i kärlek
- 1955 – Hoppsan!
- 1955 – Sommarnattens leende
- 1955 – Kvinnodröm
- 1956 – Sista paret ut
- 1956 – Nattbarn
- 1957 – Synnöve Solbakken
- 1958 – Flottans överman
- 1958 – Kvinna i leopard
- 1959 – Bröllopsnatten
- 1959 – Brott i paradiset
- 1961 – Såsom i en spegel
- 1961 – Barbara - Wild wie das meer
- 1962 – Siska
- 1963 – Lyckodrömmen
- 1963 – En söndag i september
- 1964 – Att älska
- 1964 – Älskande par
- 1964 – För att inte tala om alla dessa kvinnor
- 1965 – För vänskaps skull
- 1965 – Lianbron
- 1965 – Här börjar äventyret
- 1966 – Ormen
- 1966 – Spionen måste dö
- 1967 – Människor möts och ljuv musik uppstår i hjärtat
- 1967 – Stimulantia
- 1967 – The Deadly Affair
- 1967 – Tvärbalk
- 1968 – Flickorna
- 1968 – Jag älskar, du älskar
- 1970 – Anna
- 1972 – The Day the Clown Cried
- 1973 – Viskningar och rop
- 1975 – Den vita väggen
- 1975 – Monismanien 1995
- 1977 – Semlons gröna dalar (TV-serie)
- 1977 – Hempas bar
- 1979 – Sabina
- 1979 – Linus eller Tegelhusets hemlighet
- 1980 – Mördare! Mördare!
- 1980 – Mary Lou (TV-teater)
- 1982 – Fanny och Alexander
- 1983 – Vid din sida (TV-serie)
- 1983 – Raskenstam
- 1986 – De två saliga
- 1987 – Damorkestern (TV-teater)
- 1987 – Sommarkvällar på jorden
- 1989 – Kajsa Kavat
- 1989 – Himmel og helvede
- 1990 – Blankt vapen
- 1991 – Ålder okänd
- 1993 – Högre än himlen
- 1994 – Öppna dörrar
- 1995 – Love & Hate; European Stories
- 1995 – Majken (TV-serie)
- 1996 – I rollerna tre
- 1997 – Emma åklagare (TV-serie)
- 1998 – Pip-Larssons (TV-serie)
- 1998 – Längtans blåa blomma (TV-serie)
- 1998 – Det sjunde skottet
- 1999 – Happy End
- 2000 – Gossip
- 2000 – Judith (TV-serie)
- 2000 – Ljuset håller mig sällskap
- 2001 – Kaspar i Nudådalen (TV-serie)
- 2002 – Stora teatern (TV-serie)
- 2003 – Belinder auktioner (TV-serie)
- 2003 – Swedenhielms (TV-pjäs)
- 2003 – Dogville
- 2005 – Örnen (TV-serie)
- 2009 – Emellan (kortfilm)
- 2009 – Bilder från lekstugan
- 2010 – Morden i Sandhamn (TV-serie)
- 2014 – Stjärnorna på slottet (TV-serie)

## Teaterroller
| År   | Roll                         | Produktion                                                                             | Regi                 | Teater                   |
| ---- | ---------------------------- | -------------------------------------------------------------------------------------- | -------------------- | ------------------------ |
| 1949 | Snövit                       | Snövit och dvärgarna Astrid Lindgren                                                   | Karl Kinch           | Oscarsteatern            |
| 1950 | Medverkande                  | Farväl till 40-talet, revy Kar de Mumma                                                | Sven Paddock         | Södra Teatern            |
| 1950 | Medverkande                  | Skyll er själva, revy Kar de Mumma                                                     | Leif Amble-Næss      | Blancheteatern           |
| 1950 | Medverkande                  | Komik på liten gata, revy Nils Perne och Sven Paddock                                  | Sven Paddock         | Scalateatern             |
| 1951 | Medverkande                  | Vi valsar igen, revy Nils Perne och Sven Paddock                                       | Sven Paddock         | Scalateatern             |
| 1952 | Medverkande                  | Här håller vi hus, revy Nils Perne, Sven Paddock, Lars Perne och Carl-Gustaf Lindstedt | Sven Paddock         | Scalateatern             |
| 1953 | Ingenyn                      | Sex roller söka en författare Luigi Pirandello                                         | Ingmar Bergman       | Malmö stadsteater        |
| 1953 | Amalia                       | Slottet Max Brod efter en roman av Franz Kafka                                         | Ingmar Bergman       | Malmö stadsteater        |
| 1954 | Betty Parris                 | Smältdegeln Arthur Miller                                                              | Mats Johansson       | Malmö stadsteater        |
| 1954 | Mjölkflickan                 | Spöksonaten August Strindberg                                                          | Ingmar Bergman       | Malmö stadsteater        |
| 1954 | Isabelle                     | Intermezzo Jean Giraudoux                                                              | Lars-Levi Laestadius | Malmö stadsteater        |
| 1954 | Hedvig                       | Vildanden Henrik Ibsen                                                                 | Lars-Levi Laestadius | Malmö stadsteater        |
| 1955 | Charlotte                    | Don Juan Molière                                                                       | Ingmar Bergman       | Malmö stadsteater        |
| 1955 | Rakel                        | Lea och Rakel Vilhelm Moberg                                                           | Ingmar Bergman       | Malmö stadsteater        |
| 1956 | Marguerite                   | Ornifle Jean Anouilh                                                                   | Yngve Nordwall       | Malmö stadsteater        |
| 1956 | Winnie Tate                  | Annie Get Your Gun Irving Berlin, Dorothy Fields och Herbert Fields                    | Ivo Cramér           | Malmö Stadsteater        |
| 1956 | Anne Frank                   | Anne Franks dagbok Frances Goodrich och Albert Hackett                                 | Olof Molander        | Intiman                  |
| 1960 | Ofelia                       | Hamlet William Shakespeare                                                             | Frank Sundström      | Helsingborgs stadsteater |
| 1961 | Lucile                       | Så tuktas kärleken Jean Anouilh                                                        | Eva Sköld            | Helsingborgs stadsteater |
| 1967 | Ellen Gordon                 | Alltid på en onsdag Muriel Resnik                                                      | Kåre Santesson       | Lilla teatern            |
| 1969 | Eugenie Österlind            | Carl XVI Joseph Arne Törnqvist                                                         | Mimi Pollak          | Dramaten                 |
| 1969 | Krog-Jenny                   | Tolvskillingsoperan Bertolt Brecht och Kurt Weill                                      | Alf Sjöberg          | Dramaten                 |
| 1969 | Masja                        | Tre systrar Anton Tjechov                                                              | Keve Hjelm           | Dramaten                 |
| 1970 | Månen                        | Blodsbröllop Federico Garcia Lorca                                                     | Gunilla Palmstierna  | Dramaten                 |
| 1971 | Ann                          | Show Lars Forssell                                                                     | Ingmar Bergman       | Dramaten                 |
| 1972 | Fru Sörby                    | Vildanden Henrik Ibsen                                                                 | Ingmar Bergman       | Dramaten                 |
| 1973 | Den mörka damen              | Spöksonaten August Strindberg                                                          | Ingmar Bergman       | Dramaten                 |
| 1973 | Drottningen                  | Macbett Eugene Ionesco                                                                 | Staffan Roos         | Dramaten                 |
| 1976 | Marie David                  | Tribadernas natt Per Olov Enquist                                                      | Per Verner-Carlsson  | Dramaten                 |
| 1976 | Fanny Wilton                 | John Gabriel Borkman Henrik Ibsen                                                      | Göran Järvefelt      | Dramaten                 |
| 1977 | Kvinna vid hovet i Korint    | Medea Euripides                                                                        | Gun Jönsson          | Dramaten                 |
| 1978 | Angie                        | Vargen Howard Barker                                                                   | Barbro Larsson       | Dramaten                 |
| 1979 | Mariana                      | Lika för lika William Shakespeare                                                      | Donya Feuer          | Dramaten                 |
| 1983 | Ingrid                       | En stilla stund Guðmundur Steinsson                                                    | Staffan Roos         | Dramaten                 |
| 1985 | Sofia Ivanovna               | Riksrevisorn Nikolaj Gogol                                                             | Göran Graffman       | Dramaten                 |
| 1986 | Magda                        | Några sommarkvällar på jorden Agneta Pleijel                                           | Gunnel Lindblom      | Dramaten                 |
| 1986 | Återvändsgränd               | Tilltal Jane Martin                                                                    | Ingvar Kjellson      | Dramaten                 |
| 1986 | Pamela, andra fiol           | Damorkestern Jean Anouilh                                                              | Ingvar Kjellson      | Dramaten                 |
| 1987 | Fru Arland Kleopatra         | En liten ö i havet Halldór Laxness                                                     | Hans Alfredson       | Dramaten                 |
| 1988 | Claudia Galotti              | Emilia Galotti Gotthold Ephraim Lessing                                                | Wilhelm Carlsson     | Dramaten                 |
| 1989 | Giletta                      | Bergsprängaren och hans dotter Eivor Lars Forssell                                     | Jurek Sawka          | Dramaten                 |
| 1989 | Amanda                       | En kväll i det nya Stockholm Caj Lundgren                                              | Ingvar Kjellson      | Dramaten                 |
| 1989 | Amanda                       | Hittebarnet August Blanche                                                             | Ingvar Kjellson      | Dramaten                 |
| 1990 | Lena                         | Nilsson & Olsson eller Lämmeleffekten Hans Alfredson                                   | Hans Alfredson       | Dramaten                 |
| 1991 | Modern                       | Straffångens återkomst Stig Larsson                                                    | Stig Larsson         | Dramaten                 |
| 1992 | Storhertiginnan av Ratzeburg | Dödgrävaren Hans Alfredson                                                             | Jan-Olof Strandberg  | Dramaten                 |